# Albin Elison
Albin Elison, född 14 september 1881 i Visnums församling, Värmlands län, död 20 april 1947 i Stockholm, var en svensk möbelsnickare.

## Biografi
Albin Elison var son till snickaren Viktor Elias Johansson. Han var 1900-1902 elev vid aftonskolan vid Tekniska skolan i Örebro och 1902-1903 vid Tekniska skolan i Stockholm. 1906 avlade han avgångsexamen som skulptör vid högre konstindustriella skolan inom Tekniska skolan och verkade 1905-1933 som möbelarkitekt vid Nordiska Kompaniet. Då Elison började arbeta vid Nordiska kompaniet dominerade jugendstilen möbeltillverkningen. Han intresserade sig dock mest för äldre stilar och skapade stilkopior på möbler från rokokon, den gustavianska tiden och empiren. 1922 blev Elison lärare i konstindustriell fackteckning (möbelritning) vid Tekniska skolan. Även här intresserade han sig främst för äldre möbelstilar. Då denna skola omorganiserades till Konstfackskolan 1945 fungerade han fram till kort före sin död som timlärare i möbelritning och föreläsare i möbelkonstens historia. Mest känd blev han dock för sina möbelhistoriska samlingar av ritningar av svenska möbler från 1880-talet och framåt, uppmätningsritningar av äldre möbler samt fotografier och avritningar av äldre interiörer. Elison överlät 1932 sina samlingar på Stiftelsen för Albin Elisons samlingar som 1941 överlämnade dem till Uppsala universitet.
Elison var även en flitig föreläsare bland annat vid Sveriges hantverksorganisation, Hantverksinstitutet i Stockholm, Uppsala stads yrkesskola och hantverksföreningar runt om i Sverige. Han företog studieresor i Norge, Danmark, Storbritannien och Frankrike.
1930 erhöll han Patriotiska sällskapets guldmedalj av andra storleken för lång och trogen tjänst samt i andra storleken för framstående förtjänster om yrkenas förkovran 1941.